# Ralph Probst
Ralph Probst (* 5. August 1954) war Fußballspieler in der DDR-Oberliga. In der höchsten Spielklasse des DDR-Fußball-Verbandes spielte er für den FC Vorwärts Frankfurt (Oder) und den 1. FC Union Berlin. Probst ist sechsfacher Nachwuchsnationalspieler der DDR.

## Sportliche Laufbahn

### Nachwuchs
Ralph Probst wuchs mit sechs Brüdern, die später ebenfalls Fußball spielten, im südthüringischen Meuselbach auf. Hier begann er 1962 bei der Betriebssportgemeinschaft (BSG) Chemie Meuselbach seine Fußballkarriere. Nachdem er auch in der regionalen Jugendauswahl gespielt hatte, wechselte er 1971 zur Juniorenmannschaft der nahe gelegenen BSG Motor Steinach. Er absolvierte eine Lehre zum Baumaschinisten und im selben Jahr spielte er mit Steinach im Männerbereich bereits in der zweitklassigen DDR-Liga. Nach 19 Punktspielen 1971/72 und 17 weiteren Einsätzen 1972/73 wurde Probst zu Beginn der Saison 1973/74 noch dreimal in Steinach aufgeboten, bevor er seine Laufbahn beim FCV im Bezirk Frankfurt/Oder fortsetzte.

### FC Vorwärts Frankfurt (Oder)
Von 1973 bis 1985 war Probst Spieler des 1971 von Ost-Berlin nach Frankfurt (Oder) verpflanzten Fußballclubs der DDR-Armeesportvereinigung, FC Vorwärts Frankfurt (Oder). Dort spielte er mit Ausnahme der Saison 1978/79 (Abstieg in die DDR-Liga) in der DDR-Oberliga. Sein erstes Oberligaspiel war die Begegnung des 6. Spieltages der Saison 1973/74 zwischen der BSG Chemie Leipzig und dem FC Vorwärts (1:1) am 15. September 1973. Er wurde in der 69. Minute für Jürgen Piepenburg eingewechselt. Im Frühjahr 1974 wurde er 19-jährig in den Kader der DDR-Nachwuchsnationalmannschaft aufgenommen, mit der er bis 1976 sechs Länderspiele bestritt. Er wurde in der U-21-Mannschaft in allen Mannschaftsteilen eingesetzt, konnte sich als Stammspieler aber nicht durchsetzen.
Einen Stammplatz in der Oberligamannschaft des FC Vorwärts eroberte sich der 1,75 Meter große Probst in der Rückrunde der Saison 1975/76, als er auf der Position des rechten Verteidigers alle Punktspiele bestritt. Diese Position behielt er bis zu seinem Ausscheiden beim FC Vorwärts. Mit beständiger Form und von Verletzungen verschont, verpasste er vom Winter 1976 bis zum Sommer 1985 lediglich zwölf Punktspiele. Nachdem er am 1. Juni 1985 mit der Partie des letzten Saisonspieltages, BFC Dynamo gegen FC Vorwärts (2:1), sein letztes Pflichtspiel für die Armeemannschaft absolviert hatte, standen auf seinem Konto 235 Oberligaspiele mit vier Torerfolgen. Vier Tore schoss Probst auch in der DDR-Ligasaison 1978/79, in der er alle 22 Meisterschaftspartien bestritten hatte und ebenfalls in den kompletten acht Aufstiegsspielen zum Einsatz kam. Von den zwölf UEFA-Pokalspielen, die der FC Vorwärts zwischen 1974 und 1984 austrug, absolvierte er zehn Begegnungen. Im Juni 1985 wurde Probst im Rang eines Leutnants aus der Armee entlassen.

### 1. FC Union Berlin
Inzwischen fast 31 Jahre alt, schloss sich Probst zur Saison 1985/86 dem Oberligaaufsteiger 1. FC Union Berlin an. Auch dort spielte er zunächst anderthalb Jahre in der Regel als rechter Verteidiger. In der Hinrunde der Saison 1987/88 wurde er in den ersten zehn Punktspielen als Libero eingesetzt, danach machte sich sein Alter bemerkbar und er kam zunehmend in die Rolle eines Ersatzspielers. In seiner letzten Oberligasaison 1988/89 kam er nur noch vom 5. bis zum 7. Spieltag als Einwechselspieler zum Zuge und beendete Ende 1988 seine Laufbahn als Leistungssportler. Mit seinen 76 Oberligaspielen für den 1. FC Union Berlin (zwei Tore) steigerte Probst sein Konto in der ostdeutschen Eliteklasse auf 311 Spiele und sechs Tore. Nur 34 Akteure haben in der Historie der höchsten DDR-Spielklasse mehr Partien bestritten.

### Pokaldrama
Neben seinen über 300 Oberliga- und zehn Europapokalspielen bestritt Probst auch 58 DDR-Pokalspiele, davon 44 für den FC Vorwärts Frankfurt und 14 für den 1. FC Union Berlin. Dreimal erreichte er das Pokalendspiel, 1976 und 1981 mit dem FC Vorwärts, 1986 mit dem 1. FC Union. Jedes Mal hieß der Gegner 1. FC Lokomotive Leipzig, und in allen drei Begegnungen unterlag Probst mit seiner Mannschaft. Am 1. Mai 1976 verlor er, rechter Verteidiger spielend, mit 0:3. Beim zweiten Anlauf am 7. Juni 1981, Probst stand im zentralen Mittelfeld, gab es eine 1:4-Niederlage, und Probst wurde in der 70. Minute ausgewechselt. Mit Union gab es am 31. Mai 1986 gegen Lok Leipzig mit 1:5 die dritte und deutlichste Niederlage. Diesmal spielte Probst im rechten Mittelfeld und hatte den schwachen Trost, dass er in der 81. Minute den Berliner Ehrentreffer zum 1:3 erzielen konnte.

## Trainerlaufbahn
Im Januar 1989 begann Probst für die BSG Wohnungsbaukombinat Berlin in der drittklassigen Ost-Berliner Bezirksliga zu spielen. Ende September 1989 flüchtete er über Ungarn aus der DDR und ließ sich West-Berlin nieder. Dort begann der ehemalige Bauingenieur eine Umschulung zum Physiotherapeuten und spielte bis 1992 beim Berliner Verbandsligisten Schwarz-Weiß Spandau Fußball. Nach einem kurzen Intermezzo 1992 beim Frankfurter FC Viktoria, dem Nachfolgeverein des FC Vorwärts, spielte Probst noch bis 1995 beim Landesligisten SV Empor Berlin. Inzwischen hatte er beim Reha-Zentrum der Virchow-Klinik in Berlin-Wedding eine berufliche Perspektive gefunden.